# 韩少波
韩少波，中华人民共和国政治人物、全国脱贫攻坚先进个人。

## 生平
韩少波任余干县波锋种养殖专业合作社法定代表人。因在脱贫攻坚战中作出突出贡献，2021年2月25日全国脱贫攻坚总结表彰大会上，韩少波被授予“全国脱贫攻坚先进个人”。